# Daniel Bessa
Daniel Bessa Fernandes Coelho (ur. 6 maja 1948 w Porto) – portugalski ekonomista i nauczyciel akademicki, prorektor Uniwersytetu w Porto, w latach 1995–1996 minister gospodarki.

## Życiorys
W 1970 ukończył ekonomię na Uniwersytecie w Porto, w 1986 doktoryzował się na Universidade Técnica de Lisboa. W latach 1970–2009 pracował jako nauczyciel akademicki na macierzystej uczelni w Porto. W latach 1990–1995 zajmował stanowisko prorektora do spraw finansowych. Od 1983 wykonywał także zawód ekonomisty.
W latach 1995–1996 sprawował urząd ministra gospodarki w rządzie Antónia Guterresa. Od 1996 do 2000 pełnił funkcję dyrektora wykonawczego organizacji uniwersyteckiej Associação das Universidades da Região Norte. W latach 2000–2009 zarządzał szkołą biznesową współtworzoną przez Uniwersytet w Porto, działającą pod nazwą Escola de Gestão do Porto, a od 2008 jako Porto Business School. Powoływany na stanowiska dyrektorskie, a także do organów doradczych, programowych i nadzorczych w różnych przedsiębiorstwach. W latach 2009–2015 był dyrektorem generalnym organizacji gospodarczej COTEC Portugal.
W latach 2013–2014 zajmował stanowisko przewodniczącego zgromadzenia miejskiego Porto.

## Odznaczenia
- Wielki Oficer Orderu Infanta Henryka (2006)[5]